# Плетениха (Московская область)

Руины Рождественской церкви в Плетенихе

Плетени́ха — деревня в Раменском муниципальном районе Московской области. Входит в состав сельского поселения Константиновское. Население — 56 чел. (2010).

## Название
Название связано с некалендарным личным именем Плетень.

## География
Деревня Плетениха расположена в западной части Раменского района, примерно в 19 км к юго-западу от города Раменское. Высота над уровнем моря 146 м. Рядом с деревней протекает река Жданка. Ближайший населённый пункт — село Константиново.

## История
В 1926 году деревня являлась центром Плетенихинского сельсовета Рождественской волости Бронницкого уезда Московской губернии.
До муниципальной реформы 2006 года деревня входила в состав Константиновского сельского округа Раменского района.

## Население
| 1926 | 2002 | 2010 |
| ---- | ---- | ---- |
| 291  | ↘58  | ↘56  |

В 1926 году в деревне проживало 291 человек (115 мужчин, 176 женщин), насчитывалось 71 крестьянское хозяйство. По переписи 2002 года — 58 человек (32 мужчины, 26 женщин).

## Достопримечательности
- Церковь Рождества Пресвятой Богородицы